# Erdődy-kastély (Novi Marof)
Az Erdődy-kastély egy 18. századi főúri kastély Horvátországban, a Bednja-patak partján fekvő Novi Marof városában.

## Fekvése
Novi Marof központjában egy nagy park közepén található.

## Története
A grebenvári uradalom 1645-ben Erdődy Györgynek Batthyány Erzsébettel kötött házassága révén lett az Erdődy család birtoka. A várban 1710-ben tűzvész tört ki, mely után tulajdonosai elhagyták és a Novi Marof mellett felépített új kastélyukba költöztek, a vár pedig sorsára hagyva romlásnak indult. A novi marofi birtok korábban a Patacsich család birtoka volt. A birtokot a 18. században Erdődy Lajos gróf vásárolta meg és az itteni faépületet 1776-ban előbb egyszintes, négyszárnyú, zártudvaros késő barokk, majd később klasszicista kastéllyá alakították át. Erdődy Lajos halála után a birtokmegosztáskor Novi Marofot és Jaskát Károly fia kapta, aki a cseh származású Julija Kolowrat-Krakowsky grófnőt vette feleségül, akitől két fia és egy lánya született. A birtokot a két fiú örökölte, akik közül István 1924-ben utód nélkül halt meg. A grebenvári és novi marofi uradalom birtokosa Erdődy Rudolf gróf lett, aki Schlippenbach Lujza grófnőt vette feleségül. Fiuk Rudolf volt az uradalom utolsó tulajdonosa, aki az agrárreformot követően minden itteni birtokát eladta. A kastélyt a földalap vásárolta meg a zágrábi tüdőbetegeknek létesítendő szanatórium számára. Azóta az épület szanatóriumként működik.

## Mai állapota
A kastély egyszintes, négyszárnyú, zártudvaros, mai formájában klasszicista stílusú épület.
13,7 hektáros parkkal rendelkezik. Jelenleg a krónikus betegek különleges kórháza működik benne.